# Campeonato Mundial de Halterofilismo de 2018 - Até 81 kg masculino
A categoria até 81 kg masculino foi um evento do Campeonato Mundial de Halterofilismo de 2018, disputado na Arena de Halterofilismo de Asgabade, em Asgabade, no Turquemenistão, entre 4 e 5 de novembro de 2018. 

## Calendário
Horário local (UTC+5)
| Dia           | Horário | Fase    |
| ------------- | ------- | ------- |
| 4 de novembro | 08:00   | Grupo D |
| 5 de novembro | 10:00   | Grupo C |
| 5 de novembro | 12:00   | Grupo B |
| 5 de novembro | 17:25   | Grupo A |

## Medalhistas
| Evento    | Ouro               | Ouro   | Prata              | Prata  | Bronze             | Bronze |
| --------- | ------------------ | ------ | ------------------ | ------ | ------------------ | ------ |
| Arranque  | Mohamed Ehab (EGY) | 173 kg | Lü Xiaojun (CHN)   | 172 kg | Li Dayin (CHN)     | 168 kg |
| Arremesso | Li Dayin (CHN)     | 204 kg | Lü Xiaojun (CHN)   | 202 kg | Mohamed Ehab (EGY) | 200 kg |
| Total     | Lü Xiaojun (CHN)   | 374 kg | Mohamed Ehab (EGY) | 373 kg | Li Dayin (CHN)     | 372 kg |

## Recordes
Antes desta competição, o recorde mundial da prova era o seguinte:
| Recorde         | Tipo      | Atleta         | Peso   | Local | Data                  |
| Recorde Mundial | Arranque  | Padrão mundial | 170 kg |       | 1 de novembro de 2018 |
| Recorde Mundial | Arremesso | Padrão mundial | 206 kg |       | 1 de novembro de 2018 |
| Recorde Mundial | Total     | Padrão mundial | 368 kg |       | 1 de novembro de 2018 |

Os seguintes novos recordes foram estabelecidos durante esta competição.
| Arranque | 172 kg | Lü Xiaojun (CHN)   | Recorde mundial |
| Arranque | 173 kg | Mohamed Ehab (EGY) | Recorde mundial |
| Total    | 369 kg | Mohamed Ehab (EGY) | Recorde mundial |
| Total    | 373 kg | Mohamed Ehab (EGY) | Recorde mundial |
| Total    | 374 kg | Lü Xiaojun (CHN)   | Recorde mundial |

## Resultado
Os resultados foram os seguintes. 
| Pos.              | Atleta                    | Grupo | Arranque (kg) | Arranque (kg) | Arranque (kg) | Arranque (kg)     | Arremesso (kg) | Arremesso (kg) | Arremesso (kg) | Arremesso (kg)    | Total |
| Pos.              | Atleta                    | Grupo | 1             | 2             | 3             | Resultado         | 1              | 2              | 3              | Resultado         | Total |
| ----------------- | ------------------------- | ----- | ------------- | ------------- | ------------- | ----------------- | -------------- | -------------- | -------------- | ----------------- | ----- |
| Medalha de ouro   | Lü Xiaojun (CHN)          | A     | 165           | 170           | 172           | Medalha de prata  | 197            | 202            | 205            | Medalha de prata  | 374   |
| Medalha de prata  | Mohamed Ehab (EGY)        | A     | 165           | 170           | 173           | Medalha de ouro   | 196            | 200            | 203            | Medalha de bronze | 373   |
| Medalha de bronze | Li Dayin (CHN)            | A     | 163           | 168           | 172           | Medalha de bronze | 193            | 198            | 204            | Medalha de ouro   | 372   |
| 4                 | Rejepbaý Rejepow (TKM)    | A     | 160           | 166           | 166           | 5                 | 196            | 197            | 203            | 5                 | 363   |
| 5                 | Petr Asayonak (BLR)       | A     | 161           | 166           | 167           | 4                 | 190            | 190            | 197            | 10                | 357   |
| 6                 | Harrison Maurus (USA)     | A     | 150           | 154           | 157           | 7                 | 191            | 195            | 200            | 4                 | 357   |
| 7                 | Nico Müller (GER)         | B     | 148           | 153           | 156           | 9                 | 187            | 192            | 196            | 6                 | 348   |
| 8                 | Safaa Rashed (IRQ)        | A     | 150           | 155           | 155           | 11                | 191            | 196            | 201            | 9                 | 346   |
| 9                 | Hugo Montes (COL)         | B     | 154           | 154           | 157           | 15                | 185            | 191            | 196            | 7                 | 345   |
| 10                | Andrés Mata (ESP)         | B     | 150           | 154           | 156           | 12                | 184            | 187            | 191            | 8                 | 345   |
| 11                | Ritvars Suharevs (LAT)    | B     | 153           | 156           | 159           | 6                 | 184            | 185            | 191            | 15                | 344   |
| 12                | Max Lang (GER)            | B     | 150           | 154           | 157           | 14                | 180            | 185            | 190            | 14                | 339   |
| 13                | Addriel La O (CUB)        | B     | 148           | 153           | 156           | 16                | 180            | 180            | 185            | 16                | 338   |
| 14                | Ihar Lozka (BLR)          | C     | 140           | 145           | 148           | 25                | 180            | 188            | 191            | 11                | 336   |
| 15                | Renson Balza (VEN)        | B     | 150           | 154           | 156           | 13                | 182            | 185            | 185            | 20                | 336   |
| 16                | Yunder Beytula (BUL)      | B     | 143           | 148           | 149           | 23                | 183            | 188            | 189            | 17                | 332   |
| 17                | Razmik Unanyan (RUS)      | C     | 143           | 147           | 150           | 20                | 175            | 181            | 187            | 21                | 331   |
| 18                | Olfides Sáez (CUB)        | B     | 148           | 148           | 153           | 27                | 183            | 183            | 183            | 18                | 331   |
| 19                | Aidar Kazov (KAZ)         | B     | 145           | 150           | 150           | 31                | 186            | 190            | 190            | 12                | 331   |
| 20                | Alex Bellemarre (CAN)     | D     | 148           | 152           | 156           | 17                | 174            | 178            | 184            | 26                | 330   |
| 21                | Ahmed Farooq (IRQ)        | C     | 141           | 145           | 145           | 30                | 180            | 185            | 187            | 13                | 330   |
| 22                | Viktor Getts (RUS)        | B     | 150           | 155           | 155           | 21                | 180            | —              | —              | 23                | 330   |
| 23                | Erkand Qerimaj (ALB)      | B     | 150           | 150           | —             | 22                | 180            | —              | —              | 24                | 330   |
| 24                | Ihor Konotop (UKR)        | C     | 145           | 145           | 148           | 26                | 179            | 184            | 184            | 25                | 327   |
| 25                | You Jae-sik (KOR)         | C     | 145           | 150           | 157           | 19                | 175            | 182            | 182            | 29                | 325   |
| 26                | Ajay Singh (IND)          | D     | 143           | 148           | 148           | 24                | 174            | 174            | 183            | 31                | 322   |
| 27                | Takehiro Kasai (JPN)      | C     | 140           | 140           | 145           | 38                | 180            | 180            | 181            | 22                | 321   |
| 28                | Richard Tkáč (SVK)        | C     | 138           | 142           | 145           | 29                | 171            | 175            | 175            | 30                | 320   |
| 29                | Jack Oliver (GBR)         | D     | 138           | 142           | 143           | 33                | 168            | 172            | 176            | 28                | 319   |
| 30                | Karol Samko (SVK)         | C     | 137           | 140           | 140           | 40                | 182            | 182            | —              | 19                | 319   |
| 31                | Bastián López (CHI)       | D     | 132           | 136           | 140           | 37                | 170            | 177            | 180            | 27                | 317   |
| 32                | Daýanç Aşyrow (TKM)       | C     | 142           | 146           | 147           | 28                | 170            | 175            | 175            | 36                | 317   |
| 33                | Pornchai Lobsi (THA)      | D     | 135           | 140           | 143           | 32                | 165            | 170            | 173            | 33                | 316   |
| 34                | Chiang Tsung-han (TPE)    | C     | 139           | 142           | 145           | 35                | 173            | 178            | 178            | 34                | 315   |
| 35                | Omed Alam (DEN)           | C     | 135           | 139           | 141           | 36                | 165            | 170            | 174            | 32                | 315   |
| 36                | Seán Brown (IRL)          | D     | 138           | 142           | 142           | 39                | 160            | 167            | 173            | 37                | 305   |
| 37                | Kanan Aliguliyev (AZE)    | D     | 125           | 130           | 130           | 43                | 160            | 165            | 170            | 35                | 300   |
| 38                | Sami Köngäs (FIN)         | D     | 125           | 128           | 130           | 44                | 160            | 163            | 168            | 38                | 291   |
| 39                | Lyle du Plooy (RSA)       | D     | 120           | 125           | 125           | 45                | 140            | 147            | 147            | 40                | 260   |
| 40                | Einar Jónsson (ISL)       | D     | 107           | 111           | 120           | 46                | 140            | 145            | 150            | 39                | 251   |
| 41                | Arbnor Krasniqi (KOS)     | D     | 102           | 105           | 107           | 47                | 130            | 134            | 137            | 41                | 235   |
| 42                | Hamad Al-Breiki (UAE)     | D     | 60            | 65            | 70            | 48                | 75             | 82             | 85             | 42                | 150   |
| —                 | Kim Woo-jae (KOR)         | B     | 155           | 156           | 163           | 8                 | 190            | 190            | 190            | —                 | —     |
| —                 | Daniel Godelli (ALB)      | A     | 156           | 162           | 162           | 10                | 186            | 186            | 186            | —                 | —     |
| —                 | Krzysztof Zwarycz (POL)   | A     | 152           | 156           | 156           | 18                | 190            | 190            | 191            | —                 | —     |
| —                 | Alberto Fernández (ESP)   | C     | 143           | 148           | 148           | 34                | 172            | —              | —              | —                 | —     |
| —                 | Amar Musić (CRO)          | D     | 135           | 135           | 140           | 41                | —              | —              | —              | —                 | —     |
| —                 | Daniel Chertkov (ISR)     | C     | 135           | 140           | 140           | 42                | 175            | 175            | 175            | —                 | —     |
| —                 | Andranik Karapetyan (ARM) | A     | 171           | 171           | 171           | —                 | —              | —              | —              | —                 | —     |
| —                 | Ivan Markov (BUL)         | A     | 161           | 161           | 161           | —                 | 192            | 193            | 195            | —                 | —     |